# Иванова, Анна Ивановна (революционерка)

А. И. Иванова

Анна Ивановна Иванова (1889, деревня Калинкино, Псковская губерния, Российская империя — 1964, Советский Союз) — советский партийный и хозяйственный деятель, старый большевик.

## Биография
Работала в производстве галош на заводе «Треугольник» Участвовала в революционном движении, член РСДРП(б) с 1906, тогда же ознакомилась с выступлениями В. И. Ленина.
В декабрь 1908 в городской думе Петербурга выступала с трибуны на заседании I Всероссийского женского съезда, созванного «Лигой равноправия женщин». По поручению Нарвского райкома партии она стала распространять большевистскую литературу среди рабочих и работниц завода «Треугольник», деятельно участвовать в работе профсоюза резинщиков. В годы реакции стала членом строго законспирированного руководящего ядра этого райкома и его исполнительной комиссии, проводила работу по изгнанию меньшевиков из клуба «Лига образования», чисткой от посторонних деятелей в профсоюзных организациях, участвовала в издании листовок, прокламаций, районной газеты «Новые силы».
В 1911 являлась единственной женщиной из слушателей Партийной школы в Лонжюмо. После учёбы вернулась в Петербург, доставив туда много нелегальной литературы, становится членом Петербургского комитета РСДРП(б). Вместе с Г. К. Орджоникидзе, И. С. Белостоцким и И. И. Шварцем проводила подготовку столичной большевистской организации к Пражской конференции РСДРП.
В июне 1912 была вторично арестована царской охранкой, выслана в Архангельскую губернию под гласный надзор полиции. Вскоре после VII (Апрельской) Всероссийской конференции РСДРП(б) встретилась в особняке Кшесинской с В. И. Лениным, который поручил ей работу в журнале «Работница». Параллельно с редакторской работой ездила проводить митинги на заводах Петрограда.
После Февральской революции в 1917 участвует в работе большевистской фракции районной думы. После Октябрьского вооружённого восстания в Петрограде работает заместителем заведующего отделом социального обеспечения Нарвского района, одна из организаторов красногвардейских и санитарных отрядов.
Затем на пропагандистской и хозяйственной работе в Петрограде, Ростове-на-Дону и Москве, до последних дней своей жизни не теряла рабочие связи, часто приезжала в Ленинград, встречалась с работницами «Красного Треугольника» и «Красного Путиловца», с соратниками по революционной борьбе.